# روبرت كمبرد
روبرت كمبرد (بالإنجليزية: Robert S. Kimbrough)‏ (و. 1967 – م) هو رائد فضاء من الولايات المتحدة الأمريكية . ولد في كيلين .

## ريادة الفضاء
شارك في المهمات الفضائية:
- STS-126
- البعثة 50
- Expedition 49.

## التعليم
تعلم في الأكاديمية العسكرية الأمريكية